# 어란

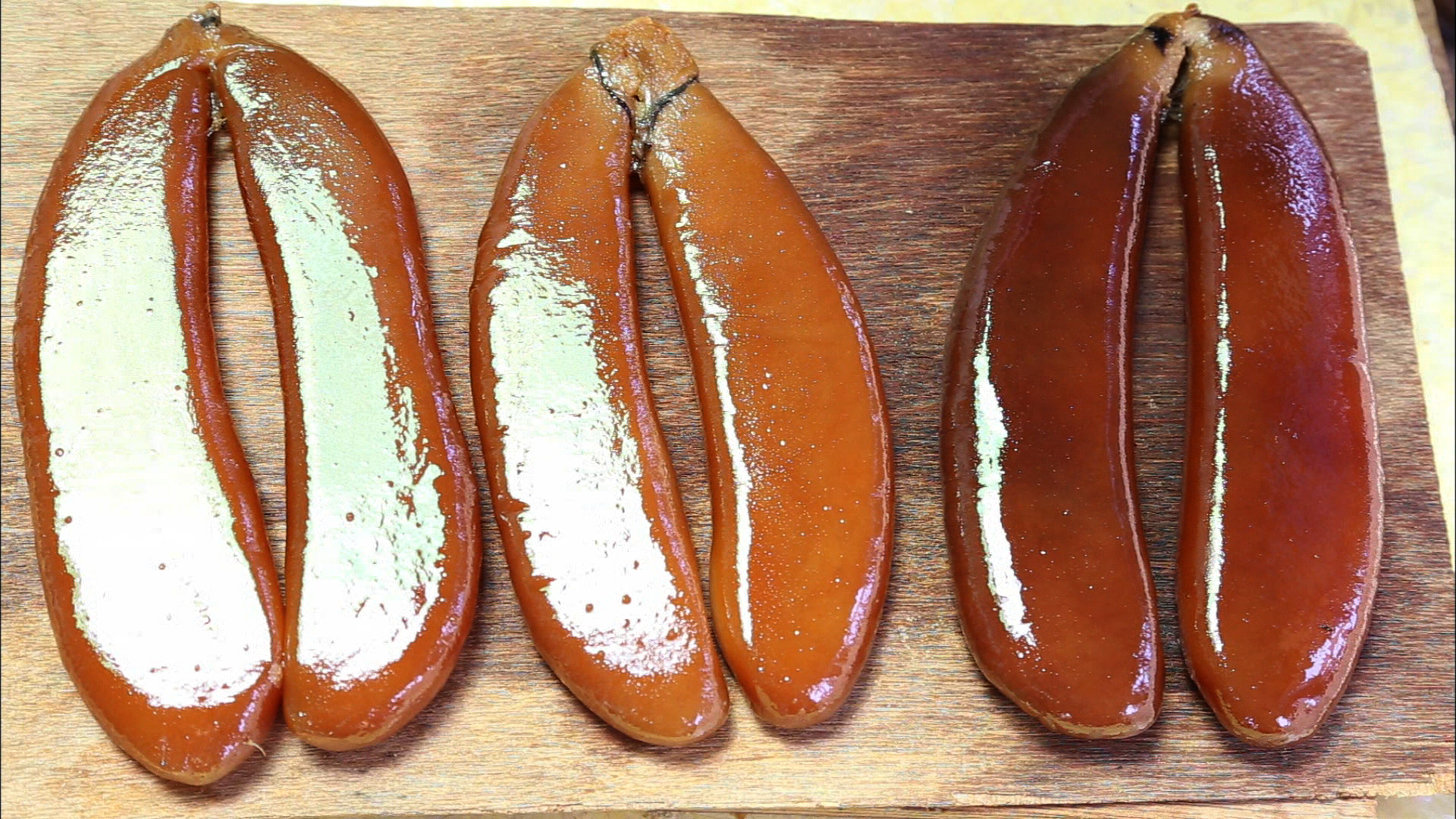
영암 어란

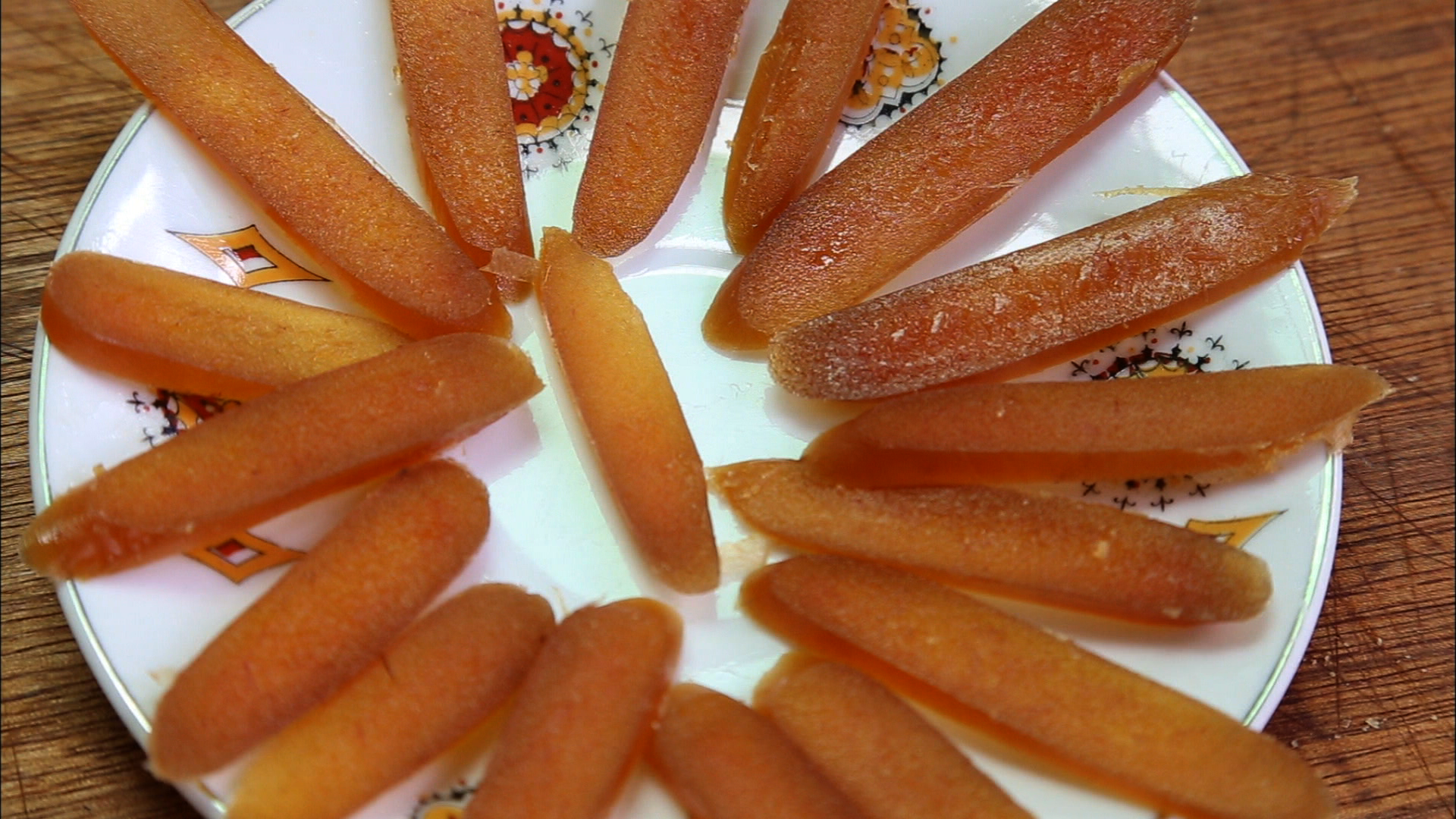
얇게 저민 영암 어란

어란(魚卵)은 숭어알이나 민어알 등의 생선알을 소금에 절여 햇볕에 반쯤 말린 음식이다.
전라남도 영암군의 어란이 맛의 방주에 등재되어 있다.

## 만들기

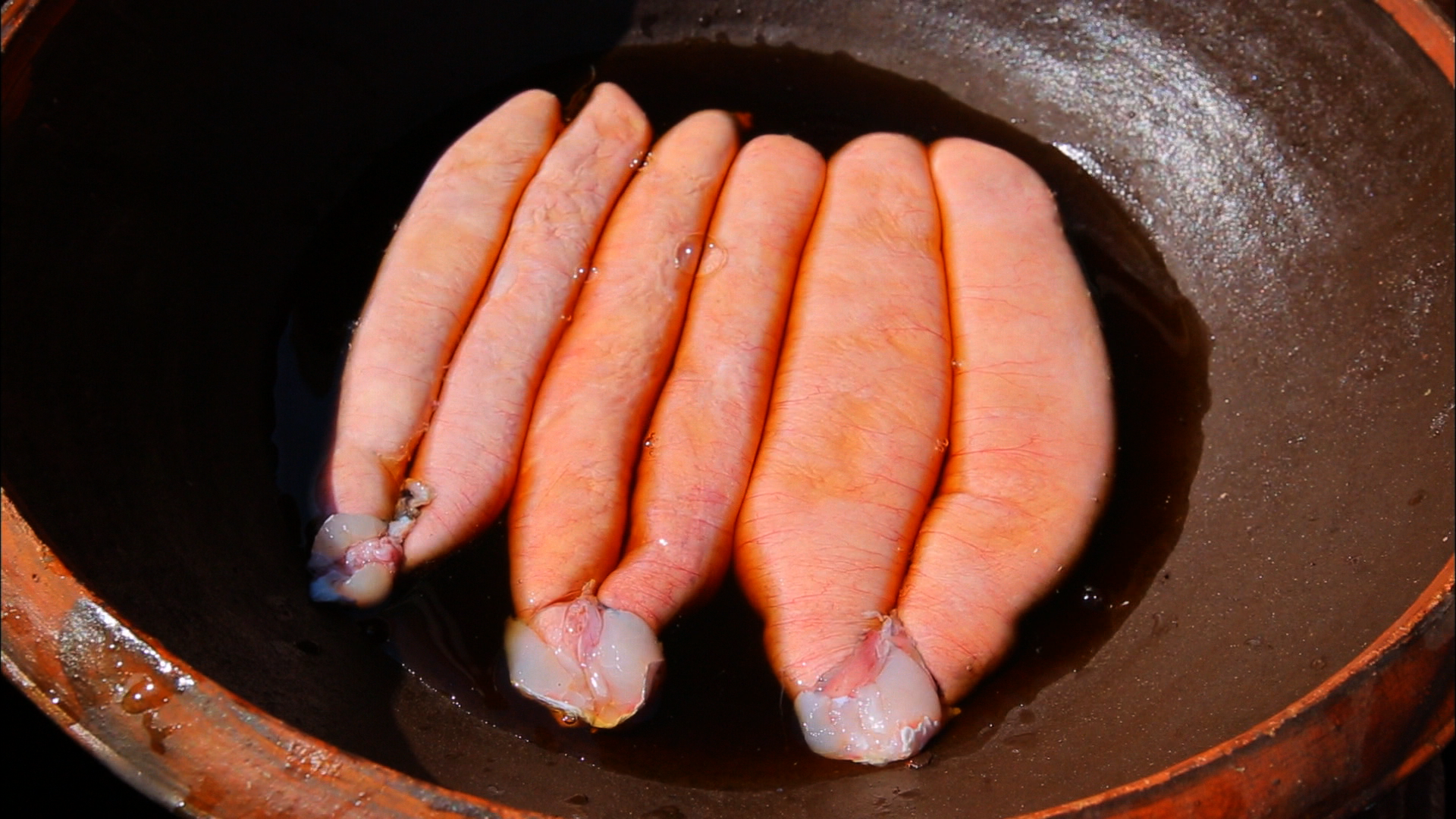
간장에 절이기
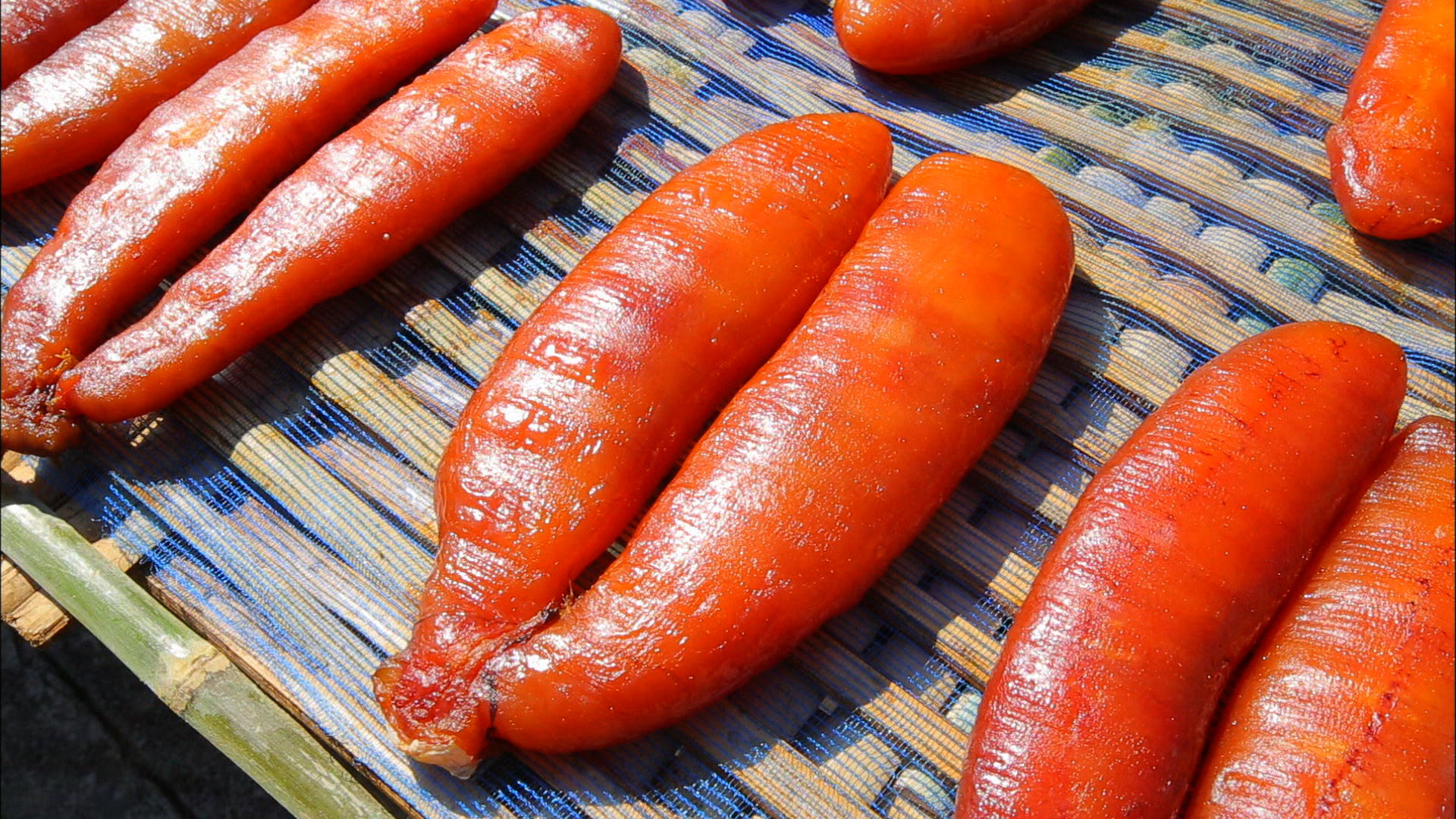
참기름을 발라 말리기

## 같이 보기
- 가라스미
- 보타르가
- 우위쯔